# Ministerio de Educación, Cultura, Deportes, Ciencia y Tecnología (Japón)
El Ministerio de Educación, Cultura, Deportes, Ciencia y Tecnología (文部科学省 Monbu-kagakushō?), también conocido como MEXT o Monkashō, es uno de los ministerios del gobierno de Japón.
En la era Meiji el gobierno japonés creó el primer Ministerio de educación en 1871.
El gobierno japonés centraliza la educación, y es dirigida por una burocracia estatal que regula la mayoría de los aspectos de los procesos de educación japoneses. La ley de educación japonesa requiere a las escuelas que usen libros de textos que sigan un modelo curricular definido por el ministerio, excepto para algunas excepciones.
En enero de 2001, el antiguo Monbushō (ministerio de educación japonés) y el antiguo Ministerio de Ciencia y Tecnología (科学技術庁 Kagaku-Gijutsuchō?) se fusionaron en el actual MEXT.
MEXT es dirigido por un ministro, que es miembro del gabinete de Japón y es elegido por el primer ministro de Japón, generalmente de la dieta de Japón. El puesto está actualmente ocupado por Hiroshi Hase.
MEXT es uno de los tres ministerios que siguen el JET Programme. Este también ofrece las becas Monbukagakusho, también conocidas como MEXT o becas Monbushō.

## Romanización del japonés
El ministerio fija los estándares para la romanización del japonés (rōmaji). En las escuelas japonesas se enseña la romanización Kunrei-shiki, así que también se le ha llamado sistema Monbushō.

## Ministros de Educación, Cultura, Deportes, Ciencia y Tecnología de Japón
| Nombre             | Desde                    | Hasta                    | Gabinete          |
| ------------------ | ------------------------ | ------------------------ | ----------------- |
| Nobutaka Machimura | 6 de enero de 2001       | 26 de abril de 2001      | Yoshiro Mori      |
| Atsuko Tōyama      | 26 de abril de 2001      | 22 de septiembre de 2003 | Junichiro Koizumi |
| Takeo Kawamura     | 22 de septiembre de 2003 | 27 de septiembre de 2004 | Junichiro Koizumi |
| Nariaki Nakayama   | 27 de septiembre de 2004 | 31 de octubre de 2005    | Junichiro Koizumi |
| Kenji Kosaka       | 31 de octubre de 2005    | 26 de septiembre de 2006 | Junichiro Koizumi |
| Bunmei Ibuki       | 26 de septiembre de 2006 | 26 de septiembre de 2007 | Shinzo Abe        |
| Kisaburo Tokai     | 26 de septiembre de 2007 | 2 de agosto de 2008      | Yasuo Fukuda      |
| Tsuneo Suzuki      | 2 de agosto de 2008      | 24 de septiembre de 2008 | Yasuo Fukuda      |
| Ryū Shionoya       | 24 de septiembre de 2008 | 16 de septiembre de 2009 | Taro Aso          |
| Tatsuo Kawabata    | 16 de septiembre de 2009 | 21 de septiembre de 2010 | Yukio Hatoyama    |
| Yoshiaki Takaki    | 21 de septiembre de 2010 | 2 de septiembre de 2011  | Naoto Kan         |
| Masaharu Nakagawa  | 2 de septiembre de 2011  |                          | Yoshihiko Noda    |